# Georg, Duce de Saxa-Altenburg
Georg Karl Frederick (24 iulie 1796 – 3 august 1853) a fost Duce de Saxa-Altenburg.

## Familie
A fost al patrulea dar al doilea fiu care a atins vârsta adultă al lui Frederic, Duce de Saxa-Hildburghausen și al Ducesei Charlotte Georgine de Mecklenburg-Strelitz. Mama lui a fost sora reginei Louise a Prusiei și a Marelui Duce Georg de Mecklenburg.
Georg i-a succedat fratelui său Joseph ca Duce de Saxa-Altenburg când acesta a abdicat în 1848.

## Căsătorie
La 7 octombrie 1825, la Ludwigslust, Georg s-a căsătorit cu Ducesa Marie Louise de Mecklenburg-Schwerin (1803-1862), fiică a lui Frederick Louis, Mare Duce Ereditar de Mecklenburg-Schwerin și a Marii Ducese Elena Pavlovna a Rusiei. 
Marie Louise și Georg au avut trei copii:
1. Ernst I, Duce de Saxa-Altenburg (n. Hildburghausen, 16 septembrie 1826 – d. Altenburg, 7 februarie 1908); căsătorit cu Prințesa Agnes de Anhalt-Dessau.
2. Prințul Albrecht Frederick August (n. Hildburghausen, 31 octombrie 1827 – d. Ludwigslust, 28 mai 1835).
3. Prințul Moritz de Saxa-Altenburg (n. Eisenberg, 24 octombrie 1829 – d. Arco, Italia, 13 mai 1907); căsătorit cu Prințesa Augusta de Saxa-Meiningen.